# 程在嵘
程在嵘，字冠云,号霍岑，岑山渡程氏家族的成员，原籍江南徽州府歙县岑山渡，寄籍六安直隶州霍山县。清乾隆三十三年（1768年）以拔贡生中举人，次年清乾隆三十四年己丑科（1769年）己丑科进士3甲第76名。任广西平乐府贺县知县和庆远府宜山县知县，升任云南永康州知州。80岁告休回乡,掌本县衡山书院、寿州循理书院。善书画，尤喜画松自比。